# OBO Foundry
El Consorcio de Ontologías Biológicas y Biomédicas Abiertas (Open Biological and Biomedical Ontologies (OBO) Foundry en Inglés) es un grupo de personas dedicadas a construir y mantener ontologías relacionadas con las ciencias de vida y que sigue el formato de Open Biological and Biomedical Ontologies (OBO).  OBO Foundry establece un conjunto de principios para el desarrollo de ontologías para crear un conjunto de ontologías de referencia interoperables en el campo biomédico. Actualmente,  hay más de cien ontologías que sigue el OBO principios de Fundición.
El esfuerzo de OBO Foundry facilita la integración de los resultados biomédicos y el análisis bioinformático. Lo hace ofreciendo una referencia estructurada para términos de diferentes campos de investigación y sus interconexiones (por ejemplo: un fenotipo en un modelo de ratón y su fenotipo relacionado en zebrafish).